# 黑部大壩站
黑部大壩站（日语：／ Kurobe Damu eki */?）是位於富山縣中新川郡立山町蘆峅寺，屬於關西電力關電隧道電氣巴士的巴士站。本站位於立山黑部阿爾卑斯山脈路線上，乘客可透過此站穿越黑部水壩，並步行約15分鐘到達立山黑部貫光黑部登山纜車的黑部湖站。
本站的前身為關電隧道無軌電車的鐵路車站。在2018年（平成30年）11月結束鐵路業務，在翌年2019年（平成31年）4月改用電動巴士。故此站變為巴士站。

## 歷史
- 1964年（昭和39年）8月1日 - 車站啟用[1][2]。
- 2018年（平成30年）12月1日 - 隨著關電隧道無軌巴士結束鐵路事業，此鐵路站廢除[2][4]。
- 2019年（平成31年）4月15日 - 關電隧道電動巴士開始行走[5]，此處變為一座巴士站。

## 車站構造
本站位於隧道內，主要出入口連接黑部水壩上，車站與水壩觀景台之間設有樓梯。月台呈環狀，使巴士可前折返往關電隧道。由於隧道的構造，此站上落車處比扇澤站為短，因此巴士會在同一位置上落客。月台右邊（巴士進站一方）設有分支前往「黑部路線」，該處為關西電力的專用隧道（黑部隧道），該處入口一般情況下會有遮斷機把道路封閉。

## 車站周邊
- 黑部大壩
- 黑部大壩觀景台
- 黑部大壩休息處
- 黑部湖遊覽船
- 日電步道（日语：日電歩道）
- 立山黑部貫光黑部登山纜車 黑部湖站

## 相鄰車站
關西電力
關電隧道電動巴士
扇澤－黑部大壩

## 注腳
1. 1 2  信濃毎日新聞社出版部. . 信濃毎日新聞社. 2011-07-24: 320. ISBN 9784784071647 （日语）.
2. 1 2 3  . SankeiBiz. 2018-07-30  [2021-04-18]. （原始内容存档于2021-04-17） （日语）.
3. ↑   (新闻稿). 関西電力. 2017-08-28  [2021-04-18]. （原始内容存档于2018-08-16） （日语）.
4. 1 2  . 北陸新幹線で行こう!北陸・信越観光ナビ（北日本新聞）. 2018-12-01  [2021-04-18]. （原始内容存档于2021-10-26） （日语）.
5. ↑  . 北陸新幹線で行こう!北陸・信越観光ナビ（北日本新聞）. 2019-04-12  [2021-04-18]. （原始内容存档于2021-10-26） （日语）.

## 外部連結
- 黑部大壩站 （页面存档备份，存于）（日語） - 黑部大壩官方網站
- 黑部大壩 （页面存档备份，存于）（日語） - 立山黑部阿爾卑斯山脈路線